# Новая синагога (Берлин)
Новая синагога (нем. Neue Synagoge) на Ораниенбургер-штрассе в Берлине — синагога середины XIX века, построенная для еврейской общины и сменившая Старую синагогу. Из-за восточного мавританского стиля и сходства с Альгамброй, Новая синагога является важным архитектурным памятником Германии.
Одна из немногих синагог, переживших Хрустальную ночь. Была сильно повреждена до и во время Второй мировой войны; сохранившаяся часть сооружения внесена в список памятников архитектуры.

## История
К середине XIX века еврейская община Берлина значительно выросла. К 1860 году в ней насчитывалось около 28 000 членов. Единственная в то время синагога, позже названная «Старой синагогой», находилась на Хайдеройтергассе, недалеко от Хаккешер-Маркт в районе Берлин-Митте, и в ней уже не было достаточно места. В 1856 году община приобрела участок земли на Ораниенбургер-штрассе, в жилом районе с сильным еврейским присутствием. Здание было спроектировано Эдуардом Кноблаухом. Строительные работы начались после закладки первого камня в фундамент 20 мая 1859 года. После смерти Кноблауха в 1865 году Фридрих Август Штюлер продолжил строительство, а также завершил внутреннюю отделку. Готовая синагога была открыта к еврейскому Новому году 5 сентября 1866 года - 25 элула 5626 года по еврейскому календарю. На церемонии присутствовал тогдашний премьер-министр Пруссии, а затем рейхсканцлер Отто фон Бисмарк.

## Архитектура
Планировка Берлинской синагоги основана на особой форме участка, который вытянут и расположен под углом около 15 градусов вправо по продольной оси от Ораниенбургер-штрассе к задней части здания. Синагога на Ораниенбургерштрассе - самый ранний пример сочетания фасада с двумя башнями, купола и трехчастного портала. 
Фасад здания, выходящий на Ораниенбургер-штрассе, представляет собой полихромную кирпичную кладку, богато украшенную скульптурными кирпичами и терракотой, подчеркнутыми цветными глазурованными кирпичами. Трехосный центральный тракт обрамлен выступающими боковыми ризалитами с надкупольными восьмиугольными башенными опорами. За входом выравнивание здания меняется, чтобы соответствовать ранее существовавшим конструкциям. Главный купол синагоги с его позолоченными ребрами является привлекательной достопримечательностью. Центральный купол окружен двумя меньшими павильонными куполами на двух боковых крыльях. Для формы купола строитель использовал индийско-исламскую архитектуру, а образцом послужил Королевский павильон в Брайтоне.

## Разрушение
Во время общенациональных погромов в ночь с 9 на 10 ноября 1938 года члены СА устроили поджог Новой синагоги. Начальник близлежащего полицейского участка № 16 Вильгельм Крюцфельд выступил против поджигателей, сослался на то, что здание внесено в список памятников архитектуры, вызвал пожарную команду, которая смогла потушить пожар, возникший внутри здания, и, таким образом, уберег синагогу от разрушения.
После того, как последствия пожара были ликвидированы, новая синагога снова стала использоваться для богослужений с апреля 1939 года. Купол пришлось перекрасить в камуфляжную краску из-за угрозы авиаударов союзников. После последней службы в малом молитвенном зале 14 января 1943 года вермахт захватил здание и устроил здесь военный лагерь. Здание Новой синагоги было сильно повреждено после бомбардировок союзников во время битвы за Берлин, серии налетов британской авиации, продолжавшейся с 18 ноября 1943 года по 25 марта 1944 года.
После окончания войны немногие уцелевшие в городе евреи основали новую еврейскую общину в административном здании синагоги на Ораниенбургер-штрассе. Первоначальная цель состояла в том, чтобы снова создать подходящие условия для еврейской жизни в Берлине и, с другой стороны, подготовить к эмиграции тех, кто не хотел оставаться. Летом 1958 года поврежденные части здания были полностью демонтированы из-за риска обрушения и невозможности реконструкции. Только здание, расположенное на улице, сохранилось – как памятник войне и фашизму.

## Фотографии

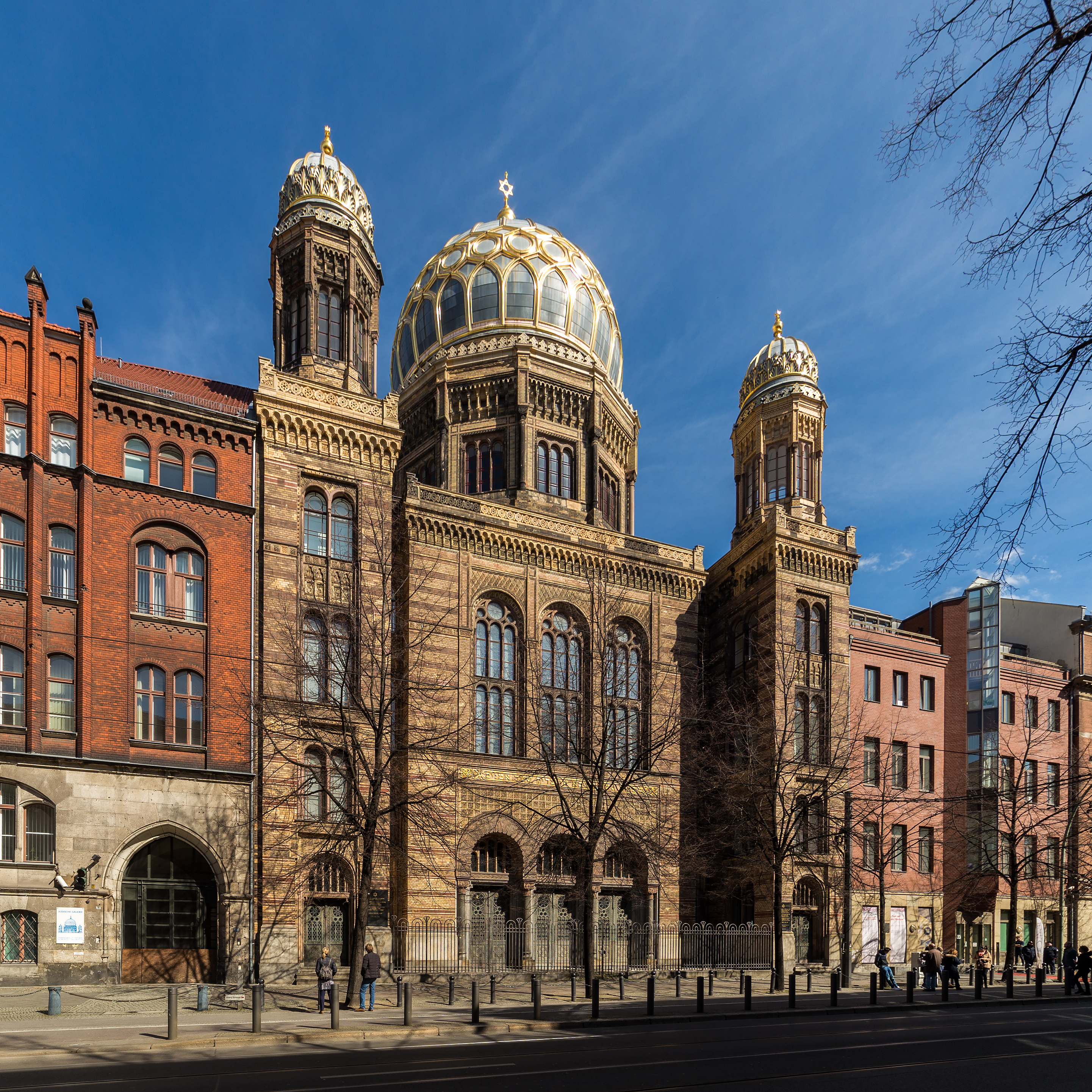
Новая синагога
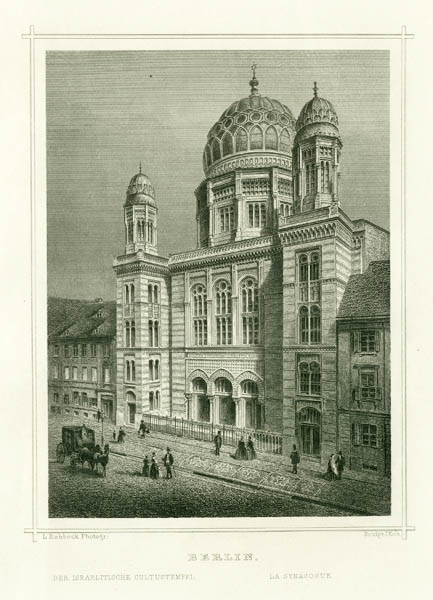
Фотография 1883 года
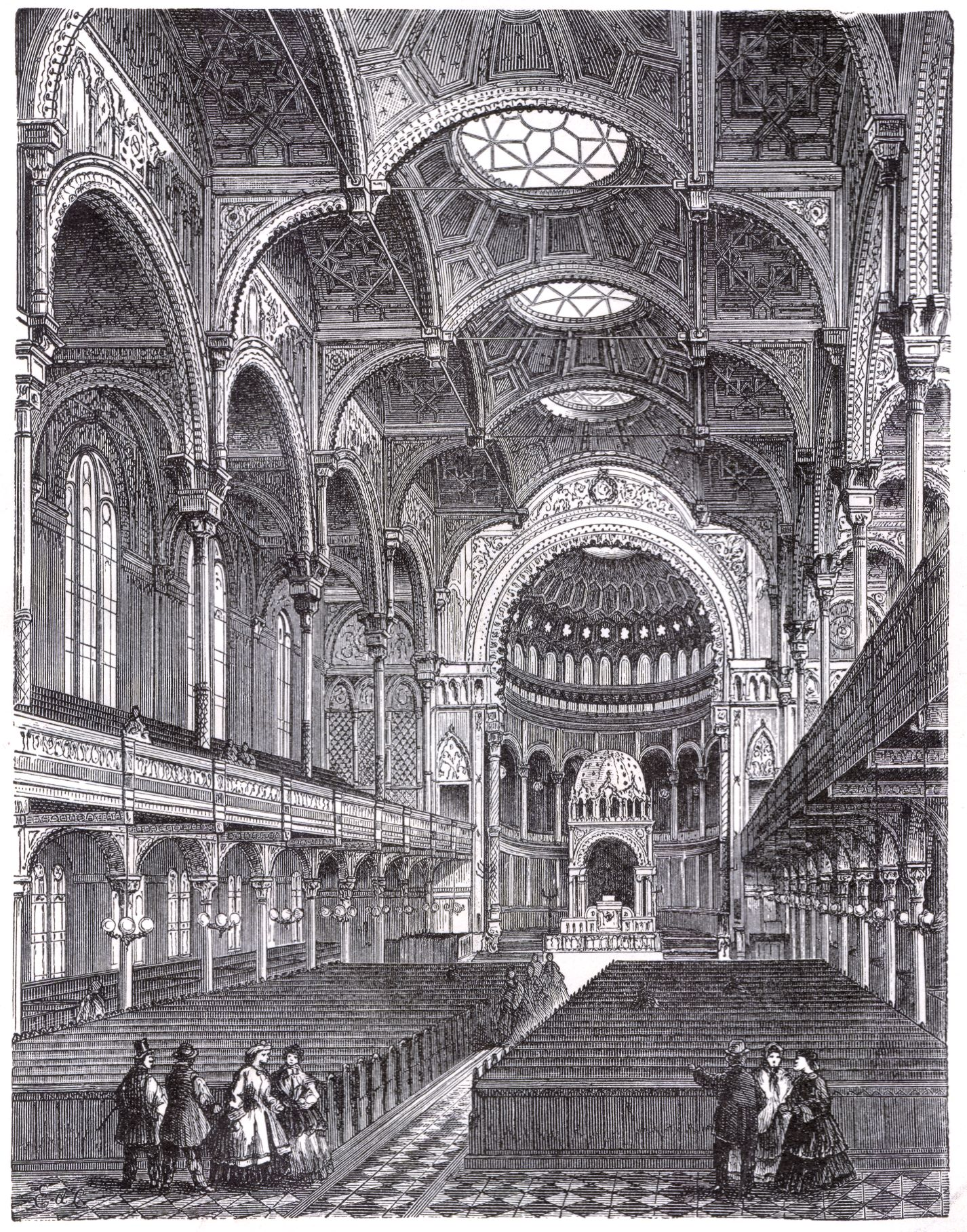
Интерьер (1896)
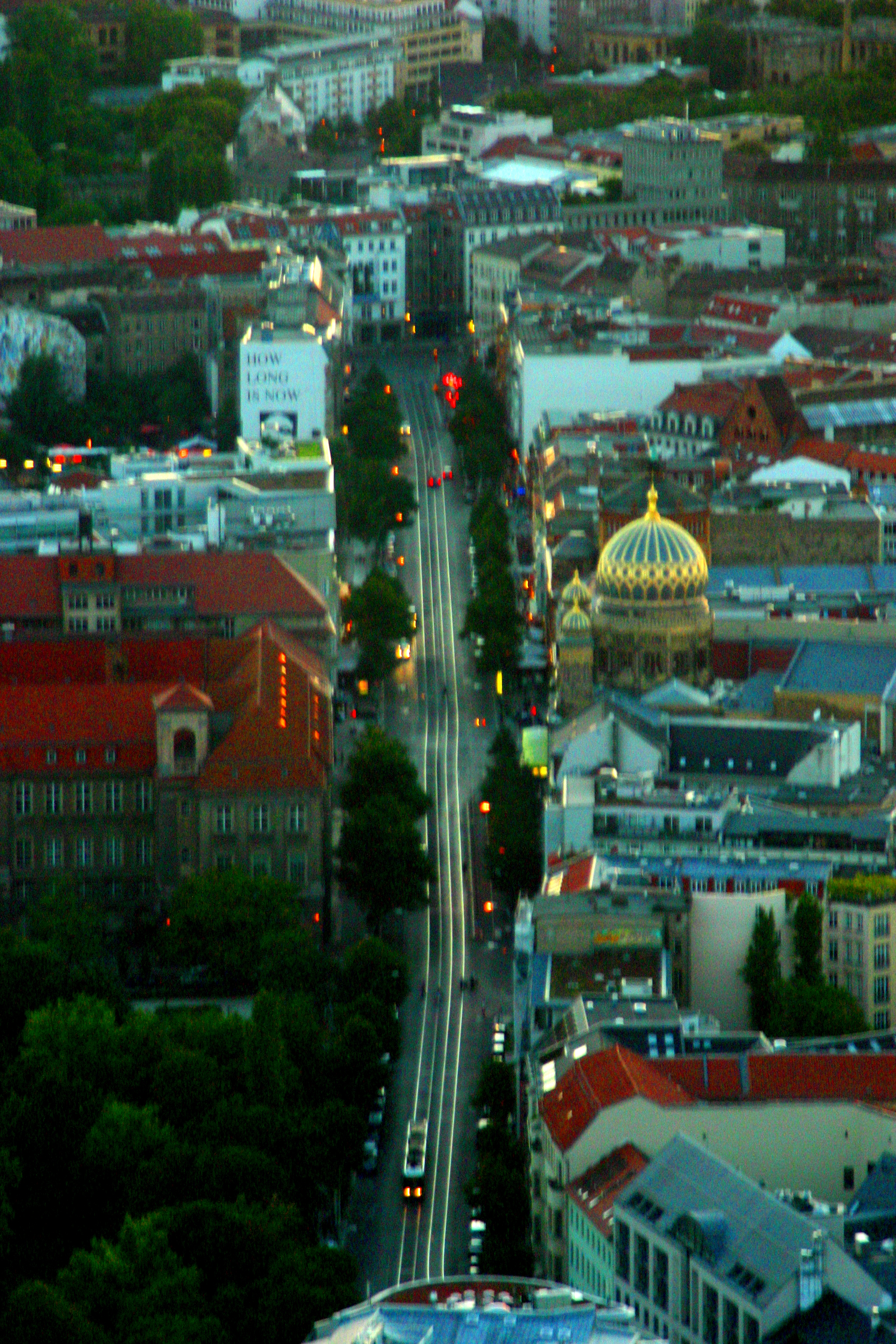
Вид на Ораниенбургер-штрассе с Берлинской телебашни